# South Amherst (Massachusetts)
South Amherst es un lugar designado por el censo ubicado en el condado de Hampshire en el estado estadounidense de Massachusetts. En el Censo de 2010 tenía una población de 4.994 habitantes y una densidad poblacional de 453,91 personas por km².

## Geografía
South Amherst se encuentra ubicado en las coordenadas 42°20′15″N 72°31′3″O / 42.33750, -72.51750. Según la Oficina del Censo de los Estados Unidos, South Amherst tiene una superficie total de 11 km², de la cual 10.94 km² corresponden a tierra firme y (0.56%) 0.06 km² es agua.

## Demografía
Según el censo de 2010, había 4.994 personas residiendo en South Amherst. La densidad de población era de 453,91 hab./km². De los 4.994 habitantes, South Amherst estaba compuesto por el 69.16% blancos, el 7.97% eran afroamericanos, el 0.56% eran amerindios, el 11.99% eran asiáticos, el 0.04% eran isleños del Pacífico, el 4.57% eran de otras razas y el 5.71% pertenecían a dos o más razas. Del total de la población el 12.11% eran hispanos o latinos de cualquier raza.